# Доукинс, Джонни
Джонни Эрл Доукинс-младший (англ. Johnny Earl Dawkins, Jr.; родился 28 сентября 1963 года, Вашингтон, Округ Колумбия) — американский профессиональный баскетболист и тренер.

## Карьера игрока
Играл на позиции разыгрывающего защитника. Учился в Университете Дьюка, в 1986 году был выбран на драфте НБА под 10-м номером командой «Сан-Антонио Спёрс». Позже выступал за команды «Филадельфия-76» и «Детройт Пистонс». Всего в НБА провёл 9 сезонов. В 1986 году стал лауреатом Приза Нейсмита, как лучший игрок года среди студентов. Два года подряд включался в 1-ю всеамериканскую сборную NCAA (1985—1986). Всего за карьеру в НБА сыграл 541 игру, в которых набрал 5984 очка (в среднем 11,1 за игру), сделал 1336 подборов, 2997 передач, 618 перехватов и 29 блок-шотов.

## Карьера тренера
После завершения профессиональной карьеры игрока Доукинс устроился на должность ассистента Майка Кшижевски в команду родного университета «Дьюк Блю Девилз», на которой работал на протяжении десяти лет (1998—2008). С 2008 по 2016 год являлся главным тренером баскетбольного клуба Стэнфордского университета «Стэнфорд Кардинал».

## Статистика

### Статистика в НБА
| Сезон                                                                                    | Команда     | Регулярный сезон | Регулярный сезон | Регулярный сезон | Регулярный сезон | Регулярный сезон | Регулярный сезон | Регулярный сезон | Регулярный сезон | Регулярный сезон | Регулярный сезон | Регулярный сезон | Серия плей-офф | Серия плей-офф | Серия плей-офф | Серия плей-офф | Серия плей-офф | Серия плей-офф | Серия плей-офф | Серия плей-офф | Серия плей-офф | Серия плей-офф | Серия плей-офф |
| Сезон                                                                                    | Команда     | GP               | GS               | MPG              | FG%              | 3P%              | FT%              | RPG              | APG              | SPG              | BPG              | PPG              | GP             | GS             | MPG            | FG%            | 3P%            | FT%            | RPG            | APG            | SPG            | BPG            | PPG            |
| ---------------------------------------------------------------------------------------- | ----------- | ---------------- | ---------------- | ---------------- | ---------------- | ---------------- | ---------------- | ---------------- | ---------------- | ---------------- | ---------------- | ---------------- | -------------- | -------------- | -------------- | -------------- | -------------- | -------------- | -------------- | -------------- | -------------- | -------------- | -------------- |
| 1986/87                                                                                  | Сан-Антонио | 81               | 14               | 20,8             | 43,6             | 29,8             | 80,1             | 2,1              | 3,6              | 0,8              | 0,0              | 10,3             | Не участвовал  | Не участвовал  | Не участвовал  | Не участвовал  | Не участвовал  | Не участвовал  | Не участвовал  | Не участвовал  | Не участвовал  | Не участвовал  | Не участвовал  |
| 1987/88                                                                                  | Сан-Антонио | 65               | 61               | 33,5             | 48,5             | 31,1             | 89,6             | 3,1              | 7,4              | 1,4              | 0,0              | 15,8             | 3              | 0              | 17,7           | 26,1           | 0,0            | 75,0           | 1,0            | 1,7            | 0,7            | 0,0            | 5,0            |
| 1988/89                                                                                  | Сан-Антонио | 32               | 30               | 33,8             | 44,3             | 0,0              | 89,3             | 3,2              | 7,0              | 1,7              | 0,0              | 14,2             | Не участвовал  | Не участвовал  | Не участвовал  | Не участвовал  | Не участвовал  | Не участвовал  | Не участвовал  | Не участвовал  | Не участвовал  | Не участвовал  | Не участвовал  |
| 1989/90                                                                                  | Филадельфия | 81               | 81               | 35,4             | 48,9             | 33,3             | 86,1             | 3,0              | 7,4              | 1,5              | 0,1              | 14,3             | 10             | 10             | 38,6           | 46,1           | 0,0            | 83,7           | 2,2            | 9,3            | 1,7            | 0,2            | 14,2           |
| 1990/91                                                                                  | Филадельфия | 4                | 4                | 31,0             | 63,4             | 25,0             | 90,9             | 4,0              | 7,0              | 0,8              | 0,0              | 15,8             | Не участвовал  | Не участвовал  | Не участвовал  | Не участвовал  | Не участвовал  | Не участвовал  | Не участвовал  | Не участвовал  | Не участвовал  | Не участвовал  | Не участвовал  |
| 1991/92                                                                                  | Филадельфия | 82               | 82               | 34,3             | 43,7             | 35,6             | 88,2             | 2,8              | 6,9              | 1,1              | 0,1              | 12,0             | Не участвовал  | Не участвовал  | Не участвовал  | Не участвовал  | Не участвовал  | Не участвовал  | Не участвовал  | Не участвовал  | Не участвовал  | Не участвовал  | Не участвовал  |
| 1992/93                                                                                  | Филадельфия | 74               | 10               | 21,6             | 43,7             | 31,0             | 79,6             | 1,8              | 4,6              | 1,1              | 0,1              | 8,9              | Не участвовал  | Не участвовал  | Не участвовал  | Не участвовал  | Не участвовал  | Не участвовал  | Не участвовал  | Не участвовал  | Не участвовал  | Не участвовал  | Не участвовал  |
| 1993/94                                                                                  | Филадельфия | 72               | 13               | 18,7             | 41,8             | 35,2             | 84,0             | 1,7              | 3,7              | 0,9              | 0,1              | 6,6              | Не участвовал  | Не участвовал  | Не участвовал  | Не участвовал  | Не участвовал  | Не участвовал  | Не участвовал  | Не участвовал  | Не участвовал  | Не участвовал  | Не участвовал  |
| 1994/95                                                                                  | Детройт     | 50               | 9                | 23,4             | 46,3             | 34,2             | 90,9             | 2,3              | 4,1              | 1,0              | 0,0              | 6,5              | Не участвовал  | Не участвовал  | Не участвовал  | Не участвовал  | Не участвовал  | Не участвовал  | Не участвовал  | Не участвовал  | Не участвовал  | Не участвовал  | Не участвовал  |
|                                                                                          | Всего       | 541              | 304              | 27,5             | 45,6             | 33,0             | 85,7             | 2,5              | 5,5              | 1,1              | 0,1              | 11,1             | 13             | 10             | 33,8           | 42,8           | 0,0            | 83,0           | 1,9            | 7,5            | 1,5            | 0,2            | 12,1           |
| Наведите курсор мыши на аббревиатуры в заголовке таблицы, чтобы прочесть их расшифровку. |             |                  |                  |                  |                  |                  |                  |                  |                  |                  |                  |                  |                |                |                |                |                |                |                |                |                |                |                |